# Don't Stop (Rolling Stones)
|  | For andre betydninger, se Don't Stop |
"Don't Stop" er en single fra det engelske rock ’n’ roll band The Rolling Stones, som findes på deres opsamlingsalbum fra Forty Licks.
Krediteret til sanger Mick Jagger og guitarist Keith Richards var ”Don't Stop” hovedsageligt et arbejdet af Jagger. Arbejdet til sangen begyndte under Jaggers forberedelser til hans album fra 2001 Goddess in the Doorway. Han sagde:” For mig er det at lave et soloalbum eller et Stones album det samme, med en forskel: Når jeg skriver for The Rolling Stones gør det ikke noget sangen lyder som noget The Stones spiller, hvorimod hvis jeg skriver, men ikke indspiller, med The Rolling Stones, vil jeg ikke have at sangen indeholder for mange kliches der kan forbindes med The Rolling Stones, så jeg prøver hårdt at undgå dem. Før udgivelsen af Forty Licks skrev jeg ”Don't Stop” i den samme periode, hvor jeg også skrev sange til mit soloalbum og jeg lagde den til side og sagde ti mig selv:” Dette lyder meget som The Rolling Stones for mig. Det bliver måske nyttig i de kommende måneder, men jeg lader den ligge indtil videre, og jeg indspiller den ikke fordi jeg mener, at det ville være bedre til The Stones .” 
Sangen starter med et riff fra Richards, og fortæller en hård kærlighedshistorie mellem sangeren og hans elskede:
| Citat | The way you bit my lip and you drew first blood, It warmed my cold, cold heart; And you wrote your name right on my back, Boy, your nails were sharp | Citat |
|       | |       |

| Citat | Well I'm losing you, I know your heart is miles away; There's a whisper there where once there was a storm; And all that's left is that image that I've filed away, And some memories have tattered as they've torn | Citat |
|       | |       |

Indspilningerne til ”Don't Stop” begyndte tidligt i sommeren 2002, på Guillaume Tell Studios, i Suresnes, Frankrig. Om indspilningerne sagde Richards dengang:” (”Don't Stop” er) hovedsagelig Micks. Han havde sangen da vi kom til Paris for at indspille. Den var op til mig at finde på guitar spillet der passede til sangen. Vi ser ikke meget til hinanden – Jeg bor i Amerika, han bor i England. Så når vi er sammen ser vi hvad den anden har af ideer:” Jeg sidder fast. Måske har jeg den del der får det til at virke.” En del af det Mick og jeg gør er at fixe og følge op for at skrive sangen helt færdig. I ”Don't Stop” var mit job meget lille .” Med Mick som forsanger, både Richards og Wood på guitarer. ”Don't Stop” er en af mange Rolling Stones sange hvor Mick spiller rytmeguitar. Wood har to soloer nær midten og enden af sangen. Charlie Watts spiller trommer, mens Darryl Jones spiller bas. Chuck Leavell spiller keyboard.
Udgivet den 16. december 2002 blev ”Don't Stop” nummer 36 på UK Top 75 Singles, og nummer 21. på Billboard's Mainstream Rock Tracks. Sangen blev spillet meget under deres 2002-2003 Licks Tour for at støtte deres album Forty Licks.

## Eksterne kilder og henvisninger
- Tekst Arkiveret 3. oktober 2007 hos  Wayback Machine
- Se Rolling Stones ”Don’t Stop” Arkiveret 17. december 2015 hos  Wayback Machine

### Fodnote
1. ↑  "Don't Stop". Arkiveret fra originalen 28. september 2007. Hentet 1. oktober 2007.
2. ↑  "Don't Stop". Arkiveret fra originalen 28. september 2007. Hentet 1. oktober 2007.